# Cinturón Ciclista Internacional a Mallorca 2006
Il Cinturón Ciclista Internacional a Mallorca 2006, quarantunesima edizione della corsa valevole come prova del circuito UCI Europe Tour 2006 categoria 2.2, si svolse in 5 tappe dal 29 marzo al 2 aprile 2006 per un percorso totale di 576,6 km, con partenza da El Arenal ed arrivo a Palmanova. Fu vinta dal russo Pavel Brutt, che si impose in 13 ore 40 minuti e 4 secondi, alla media di 42,18 km/h.
Al traguardo di Palmanova 132 ciclisti completarono la gara.

## Tappe
| Tappa  | Data      | Percorso                                  | km    | Vincitore di tappa | Leader cl. generale |
| ------ | --------- | ----------------------------------------- | ----- | ------------------ | ------------------- |
| 1ª     | 29 marzo  | El Arenal > El Arenal (cron. individuale) | 7,1   | Nikolaj Trusov     | Nikolaj Trusov      |
| 2ª     | 30 marzo  | Playa de Palma > Playa de Palma           | 169   | Fabio Masotti      | Nikolaj Trusov      |
| 3ª     | 31 marzo  | Port De Pollença > Port De Pollença       | 131,6 | Stefan Parinusa    | Pedro Romero Ocampo |
| 4ª     | 1º aprile | Santa Margalida > Santa Margalida         | 135,9 | Gianpaolo Biolo    | Pedro Romero Ocampo |
| 5ª     | 2 aprile  | Palmanova > Palmanova                     | 133   | Pavel Brutt        | Pavel Brutt         |
| Totale | Totale    | Totale                                    | 576,6 |                    |                     |

## Squadre e corridori partecipanti
| N.      | Cod. | Squadra                     |
| ------- | ---- | --------------------------- |
| 1-6     |      | Akud Arnolds Sicherheit     |
| 11-16   |      | Dip.Leon-Ibiza y Formentera |
| 21-26   |      | Ses Salines-B.Calden        |
| 31-36   |      | Konig Pilsener              |
| 41-46   |      | Soctec                      |
| 51-56   | SPI  | Spiuk-Extremadura           |
| 61-66   | KOF  | Tinkoff Restaurants         |
| 71-76   |      | US Montauban cyclisme 82    |
| 81-86   |      | Mapei-Heizonat              |
| 91-96   | ITA  | Italia                      |
| 101-106 | TLM  | Team Lamonta                |
| 111-116 |      | Team Wiesbaden              |
| 121-126 | SPA  | Team Sparebanken Vest       |
| 131-136 |      | Team Spiuk                  |
| 141-146 | TET  | Thüringer Energie Team      |
| 151-156 |      | Castelsarrasin-Didier Rous  |

| N.      | Cod. | Squadra                      |
| ------- | ---- | ---------------------------- |
| 161-166 | LTU  | Lituania                     |
| 171-176 | TMB  | Team Maxbo-Bianchi           |
| 181-186 |      | Ked-Bianchi Rad-Team Berlin  |
| 201-206 |      | Bp Koln-Worrigen             |
| 211-216 |      | Pot Cottbus                  |
| 221-226 | USA  | Stati Uniti                  |
| 231-236 |      | Nagares                      |
| 241-246 | TSP  | Team Sparkasse               |
| 251-256 |      | Loerenskog                   |
| 261-266 |      | Team Malarenergi             |
| 271-276 |      | Athleticum Swiss             |
| 281-286 |      | Illes Balears U23            |
| 291-296 |      | Son Servera-S.Pareja         |
| 301-306 |      | Montcada-Saunier Duval       |
| 311-316 |      | F.C. Barcelona               |
| 321-326 |      | Comunidad Valenciana-Garcamp |

## Dettagli delle tappe

### 1ª tappa
- 29 marzo: El Arenal > El Arenal – Cronometro individuale – 7,1 km

Risultati
| Pos. | Corridore        | Squadra | Tempo |
| ---- | ---------------- | ------- | ----- |
| 1    | Nikolaj Trusov   | Tinkoff | 8'50" |
| 2    | Pedro Romero     | Spiuk   | a 2"  |
| 3    | Michail Ignat'ev | Tinkoff | s.t.  |

| Pos. | Corridore        | Squadra | Tempo |
| ---- | ---------------- | ------- | ----- |
| 1    | Nikolaj Trusov   | Tinkoff | 8'50" |
| 2    | Pedro Romero     | Spiuk   | a 2"  |
| 3    | Michail Ignat'ev | Tinkoff | s.t.  |

### 2ª tappa
- 30 marzo: Playa de Palma > Playa de Palma – 169 km

Risultati
| Pos. | Corridore         | Squadra        | Tempo    |
| ---- | ----------------- | -------------- | -------- |
| 1    | Fabio Masotti     | Italia         | 3h47'32" |
| 2    | Francisco Pacheco | Comunidad Val. | s.t.     |
| 3    | Sebastian Pagdags | Ked-Bianchi    | s.t.     |

| Pos. | Corridore        | Squadra | Tempo    |
| ---- | ---------------- | ------- | -------- |
| 1    | Nikolaj Trusov   | Tinkoff | 3h56'22" |
| 2    | Pedro Romero     | Spiuk   | a 2"     |
| 3    | Michail Ignat'ev | Tinkoff | s.t.     |

### 3ª tappa
- 31 marzo: Port De Pollença > Port De Pollença – 131,6 km

Risultati
| Pos. | Corridore         | Squadra        | Tempo    |
| ---- | ----------------- | -------------- | -------- |
| 1    | Stefan Parinusa   | Sparkasse      | 3h18'56" |
| 2    | Ivan Rovnyj       | Tinkoff        | s.t.     |
| 3    | Francisco Pacheco | Comunidad Val. | a 16"    |

| Pos. | Corridore        | Squadra | Tempo    |
| ---- | ---------------- | ------- | -------- |
| 1    | Pedro Romero     | Spiuk   | 7h15'36" |
| 2    | Michail Ignat'ev | Tinkoff | s.t.     |
| 3    | Pavel Brutt      | Tinkoff | a 2"     |

### 4ª tappa
- 1º aprile: Santa Margalida > Santa Margalida – 135,9 km

Risultati
| Pos. | Corridore         | Squadra        | Tempo    |
| ---- | ----------------- | -------------- | -------- |
| 1    | Gianpaolo Biolo   | Italia         | 2h58'49" |
| 2    | Francisco Pacheco | Comunidad Val. | s.t.     |
| 3    | Lucas Sebastian   | Dip.Leon       | s.t.     |

| Pos. | Corridore        | Squadra | Tempo     |
| ---- | ---------------- | ------- | --------- |
| 1    | Pedro Romero     | Spiuk   | 10h14'25" |
| 2    | Michail Ignat'ev | Tinkoff | s.t.      |
| 3    | Pavel Brutt      | Tinkoff | a 2"      |

### 5ª tappa
- 2 aprile: Palmanova > Palmanova – 133 km

Risultati
| Pos. | Corridore     | Squadra       | Tempo    |
| ---- | ------------- | ------------- | -------- |
| 1    | Pavel Brutt   | Tinkoff       | 3h25'37" |
| 2    | Gabriel Rasch | Maxbo-Bianchi | a 8"     |
| 3    | Simon Geschke | Ked-Bianchi   | a 11"    |

| Pos. | Corridore     | Squadra       | Tempo     |
| ---- | ------------- | ------------- | --------- |
| 1    | Pavel Brutt   | Tinkoff       | 13h40'04" |
| 2    | Gabriel Rasch | Maxbo-Bianchi | a 16"     |
| 3    | Pedro Romero  | Spiuk         | a 24"     |

## Classifiche finali

### Classifica generale
| Pos. | Corridore         | Squadra        | Tempo     |
| ---- | ----------------- | -------------- | --------- |
| 1    | Pavel Brutt       | Tinkoff        | 13h40'04" |
| 2    | Gabriel Rasch     | Maxbo-Bianchi  | a 16"     |
| 3    | Pedro Romero      | Spiuk          | a 24"     |
| 4    | Michail Ignat'ev  | Tinkoff        | s.t.      |
| 5    | Ivan Rovnyj       | Tinkoff        | a 28"     |
| 6    | Francisco Pacheco | Comunidad Val. | a 31"     |
| 7    | Stefan Parinusa   | Sparkasse      | a 37"     |
| 8    | Pedro Palou       | Comunidad Val. | a 49"     |
| 9    | Simon Geschke     | Ked-Bianchi    | a 1'01"   |
| 10   | Are Andresen      | Sparebanken    | a 1'06"   |

### Classifica a punti
| Pos. | Corridore         | Squadra        | Punti |
| ---- | ----------------- | -------------- | ----- |
| 1    | Francisco Pacheco | Comunidad Val. | 80    |
| 2    | Pavel Brutt       | Tinkoff        | 52    |
| 3    | Nikolaj Trusov    | Tinkoff        | 44    |
| 4    | Gabriel Rasch     | Maxbo-Bianchi  | 44    |
| 5    | Pedro Romero      | Spiuk          | 33    |

### Classifica scalatori
| Pos. | Corridore        | Squadra     | Punti |
| ---- | ---------------- | ----------- | ----- |
| 1    | Michail Ignat'ev | Tinkoff     | 39    |
| 2    | Pavel Brutt      | Tinkoff     | 34    |
| 3    | Stefan Parinusa  | Sparkasse   | 28    |
| 4    | Simon Geschke    | Ked-Bianchi | 15    |
| 5    | Ivan Rovnyj      | Tinkoff     | 13    |

### Classifica giovani
| Pos. | Corridore            | Squadra        | Punti     |
| ---- | -------------------- | -------------- | --------- |
| 1    | Michail Ignat'ev     | Tinkoff        | 13h40'28" |
| 2    | Ivan Rovnyj          | Tinkoff        | a 4"      |
| 3    | Pedro Palou          | Comunidad Val. | a 25"     |
| 4    | Simon Geschke        | Ked-Bianchi    | a 37"     |
| 5    | Lars Petter Nordhaug | Maxbo-Bianchi  | a 2'20"   |

### Classifica a squadre
| Pos. | Squadra                      | Tempo     |
| ---- | ---------------------------- | --------- |
| 1    | Tinkoff Restaurants          | 41h00'42" |
| 2    | Team Sparebanken Vest        | a 6'22"   |
| 3    | Athleticum Swiss             | a 7'03"   |
| 4    | Comunidad Valenciana-Garcamp | a 9'20"   |
| 5    | Team Maxbo-Bianchi           | a 17'39"  |